# Rachel Chagall
Pour les articles homonymes, voir Chagall (homonymie).
Rachel Chagall est une actrice américaine, née à Brooklyn le 24 novembre 1952. Sa grand-mère paternelle est la cousine du célèbre peintre Chagall.
À treize ans, elle joue au Carnegie Hall et au Philharmonic Hall avec un groupe de danse folklorique Israélien. À dix-sept ans, après un deuxième passage par le prestigieux Carnegie Hall, elle rentre au Collège Goddard pour y apprendre le B.A.BA du comédien. À vingt ans elle a joué dans des pièces telles que « Hedda Gabler » et « Roméo et Juliette ». Elle s'est produite dans de nombreux spectacles "off" de Broadway. Ses études l'ont conduite au "Circle in the square", aux studios HB, au "Neighborhood Playhouse" à New York et chez Stella Adler qui en a fait sa protégée.
En 1990, elle campe le rôle de Rachel aux côtés de Susan Sarandon et James Spader dans La Fièvre d'aimer (White Palace) film américain réalisé par Luis Mandoki.
Elle joue le rôle de Val, la copine un peu nunuche de Fran, dans la série Une nounou d'enfer.
Elle obtient une nomination pour les Golden Globe en tant que meilleure actrice dramatique pour son rôle dans Gaby, une histoire vraie.
Sa carrière a bien failli s'arrêter à cause d'une paralysie générale provoquée par une maladie neuromusculaire.